# مارك سميث (لاعب كرة قدم مواليد 1960)
مارك سميث (بالإنجليزية: Mark Smith)‏ هو لاعب كرة قدم ومدرب كرة قدم بريطاني في مركز الدفاع، ولد في 21 مارس 1960 في شفيلد في المملكة المتحدة. شارك مع منتخب إنجلترا تحت 21 سنة لكرة القدم. أما مع النوادي، فقد لعب مع بورت فايل وشيفيلد وينزداي ونادي بارنسلي ونادي بليموث أرجايل ونادي تشيسترفيلد ونادي لينكولن سيتي ونوتس كاونتي وهدرسفيلد تاون.